# Ramë Manaj
Ramë Manaj (ur. 24 lipca 1954 we wsi Gllarevë k. Kliny) – kosowski polityk, wicepremier rządu Kosowa.

## Życiorys
Ukończył studia prawnicze na Uniwersytecie w Prisztinie. Po ukończeniu studiów w 1977 podjął pracę dziennikarza w piśmie Rilindja. W 1982 przeszedł do pracy w zarządzie kopalni boksytów w Klinie. Działalność polityczną rozpoczął w 1990, wstępując do Demokratycznej Ligi Kosowa (alb. Lidhja Demokratike të Kosovës, LDK). Początkowo objął funkcję przewodniczącego komitetu LDK w Klinie, wkrótce potem szybko awansował dochodząc do stanowiska sekretarza generalnego LDK. Wybrany deputowanym do parlamentu Kosowa, działał w komisji konstytucyjnej i komisji d.s. symboli Republiki Kosowa.
10 stycznia 2008 objął stanowisko wicepremiera rządu Kosowa. Podał się do dymisji w roku 2010. W 2020 kierował rządową komisją d.s. poszukiwania osób zaginionych.
W życiu prywatnym jest żonaty, ma czworo dzieci (córkę i trzech synów).